# ジャルンサック・ウォンコーン
ジャルンサック・ウォンコーン（英: Jaroensak Wonggorn、タイ語: เจริญศักดิ์ วงษ์กรณ์、1997年5月18日 - ）は、カーンチャナブリー県、タイ出身のサッカー選手。BGパトゥム・ユナイテッドFC所属やタイ代表のミッドフィールダー、フォワードである。

## 経歴

### クラブ
カーンチャナブリー県に生まれた。2016年、エアフォース・ユナイテッドでキャリアをスタート。2018年パタヤ・ユナイテッドに移籍（翌2019年にサムットプラーカーン・シティFCに改称）。
2022年にBGパトゥム・ユナイテッドFCに移籍したが、出場機会を得られなかったため、同年末、ムアントン・ユナイテッドFCに期限付き移籍。ムアントンでは11ゴール6アシストと結果を残し、BGパトゥム・ユナイテッドFCへ復帰した。
2025年、セレッソ大阪への期限付き移籍を発表した。4月16日、ルヴァンカップのFC今治戦に出場し、1ゴール1アシストを決めたが、出場機会はルヴァンカップ2試合に留まり、リーグ戦出場は無く、7月2日に期限付き移籍期間満了でBGパトゥム・ユナイテッドFCに復帰した。

## 代表歴
アレシャンドレ・ガマ監督の下でU-22タイ代表のAFF U-22チャンピオンシップのメンバーに選出。インドネシア代表に敗れ、準優勝に終わった。
2020年、西野朗監督の下でU-23タイ代表に選出。3得点を挙げた（内訳はバーレーン代表戦で2得点、イラク代表戦でPKから得点。）さらに、得点王アワードを受賞した。
2021年、西野朗監督の下で2022年W杯2次予選を戦うフル代表に選出され、初めてフル代表に選出された。翌2022年にはアレシャンドレ・ペルキングの2022 AFF三菱電機カップで優勝を経験した。
2024年1月、石井正忠監督の下でAFCアジアカップ2023の代表に選出された。[さらに、2026年W杯2次予選のフル代表にも選出。シンガポール代表戦でフル代表初ゴールを決めたが、2次予選で敗退した。

## タイトル

### クラブ
BGパトゥム・ユナイテッド
- タイランド・チャンピオンズカップ：1回 (2022)

### 代表
タイ代表
- ASEANチャンピオンシップ：1回 (2022)
- キングスカップ：1回 (2024)

### 個人
- AFC U-23選手権2020 得点王
- タイ・リーグ1 ベストイレブン：1回（2020-21）
- タイ・リーグ1 月間最優秀選手：1回（2020年12月、2020-21）
- タイ・リーグ1 トップアシスト：1回（2020-21）
- タイ・リーグ1 年間最優秀若手選手：1回（2020-21）